# Кенделл Карсон
Ешлі Юдан (англ. Ashley Youdan, нар. 28 березня 1988 року, Сакраменто, Каліфорнія, США), відома як Кенделл Карсон (англ. Kendall Karson) — американська фотомодель, екзотична танцюристка, діджейка, активістка проти домашнього насильства та колишня порноакторка.

## Біографія
Народилася 28 березня 1988 року в Сакраменто, Каліфорнія, США. Має французькі, німецькі, голландські, валлійські і індійські корені.
Закінчила коледж за спеціальністю стоматологія. Також має національний сертифікат по фармацевтиці. Працювала менеджеркою в енергетичній компанії.
В порноіндустрію потрапила у 2011 році, у 23 років. Знімалася для таких порностудій, як 3rd Degree, Adam &amp; Eve, Brazzers Network, Diabolic Video, Digital Playground, Digital Sin, Evil Angel, Girlfriends Films, Hustler Video, Jules Jordan Video, Kink.com, naughtyamerica.com, New Sensations, Vivid, Wicked Pictures, Zero Tolerance Entertainment. В 2016 році, знявшись у 230 порнофільмах, пішла з індустрії і займається моделінгом.
Брала участь у благодійній кампанії для сімей загиблих поліцейських в Південній Флориді. Виступає активісткою в боротьбі з домашнім насильством, від якого сама постраждала, і допомагає потерпілим жінкам. Юдан є представницею благодійної організації «Національна коаліція проти домашнього насильства».
У 2016 році подала позов на 12 мільйонів доларів за психологічне та сексуальне домагання проти свого колишнього партнера, німецького скрипаля Девіда Ґарретта. Карсон стверджує, що Ґаррет змушував її пити сечу. У січні 2017 року сторони досягли позасудової угоди про відшкодування збитку, розмір якого не розголошується.

## Премії і номінації
| Рік  | Премія     | Результат | Категорія                                               | Робота                                 |
| ---- | ---------- | --------- | ------------------------------------------------------- | -------------------------------------- |
| 2013 | AVN Award  | Номінація | Краща нова старлетка                                    | Н/Д                                    |
| 2013 | AVN Award  | Номінація | Best POV Sex Scene (with Erik Everhard)                 | Sport Fucking 10                       |
| 2014 | AVN Award  | Номінація | Невоспетая старлетка року                               | Н/Д                                    |
| 2014 | XBIZ Award | Перемога  | Краща сцена — Пародія (з Райаном Дріллером)             | Man of Steel XXX: An Axel Braun Parody |
| 2015 | AVN Award  | Номінація | Best All-Girl Group Sex Scene (з Аалією і Чері Девілль) | Lesbian Touch                          |
| 2015 | XBIZ Award | Номінація | Краща сцена — короткометражний фільм (з Сетом Гемблом)  | Gym Angels                             |

## Фільмографія
- Addicted to Toys (2012)
- Beautiful Sex (2013)
- Chicks and Guns (2012)
- Dirty Little Schoolgirl Stories 4 (2012)
- Internal Injections 9 (2013)
- My sister's Hot Friend 31 (2013)
- OMG… it's The Duck Династія XXX Parody (2013)
- Peter North's POV (2012)
- Sport Fucking 10 (2012)
- Wanna Fuck My Daughter Gotta Fuck Me First 16 (2012)